# طوني حنا
طوني حنا (ولد عام 1945 -) هو مغني لبناني.

## حياته
ولد في قرية صغيرة تدعى معاد التابعة لقضاء جبيل في قلب جبال لبنان. كان أول عمل له من خلال برنامج «ستديو الفن» عام 1973 من إخراج المخرج اللبناني سيمون أسمر حيث غنى أغنية «حدايا حداي». عاش خمس سنوات في لندن، ثم في ديترويت بالولايات المتحدة الأمريكية لمدة 20 عاما قبل أن يعود للعيش في وطنه، لبنان.

## أعماله الفنية

### الأغاني
- يابا يابا له
- حداي حداي
- دلعونا
- خطرنا على بالك
- شروال جدك
- يسعد صباحك
- يا غزيل
- كبرت وعمري صار كبير
- دخلك والهوى
- مضيع عمري
- هيا هيا
- يا ام الجدائل
- لا تحلفيني بالشنب
- مكسر عصا
- قصتنا غريبة

## وصلات خارجية
- طونى حنا على موقع IMDb (الإنجليزية)
- طونى حنا على موقع قاعدة بيانات الأفلام العربية
- طونى حنا على موقع ميوزك برينز (الإنجليزية)
- طونى حنا على موقع ديسكوغز (الإنجليزية)